# Cân Bardd
I Cân Bardd sono un gruppo musicale black metal della Svizzera, nato a Ginevra inizialmente come progetto solista di un diciottenne Malo Civelli, per poi trasformarsi in un duo, con Dylan Watson alla batteria.

## Stile Musicale
Le canzoni alternano parti aggressive e pesanti ad altre melodiche. I testi affrontano temi come natura e folklore, ovviamente in chiave poetica e possono essere in inglese, in francese (Lingua madre del gruppo) o in svedese.

## Formazione

### Membri
- Malo Civelli - vocali, chitarra, basso, tastiera e orchestrazioni (dal 2016)

- Dylan Watson - batteria (dal 2016)

## Discografia

### Album
- Nature Stays Silent (2018)

- The Last Rain (2019)

- Devoured by the Oak (2021)

### Singoli
- A Gift for Nature (2017)